# Seznam zápasů Petry Kvitové v roce 2011
Toto je seznam všech sedmdesáti sedmi zápasů, které odehrála Petra Kvitová v roce 2011 na turnajích WTA Tour, okruhu ITF a ve Fed Cupu. V sezóně vyhrála šest turnajů ve dvouhře, včetně Turnaje mistryň a premiérového grandslamu ve Wimbledonu.
Na singlovém žebříčku se posunula z 34. na konečné 2. místo s poměrem 60 vyhraných a 13 prohraných zápasů. V hale triumfovala ve všech 21 utkáních. V ženské čtyřhře odehrála pouze 3 zápasy s bilancí 1 výhra a 2 prohry a ve smíšené čtyřhře nastoupila k jedinému utkání na French Open, které prohrála.

## Zápasy na turnajíchWTA Touraokruhu ITF

### Ženská dvouhra

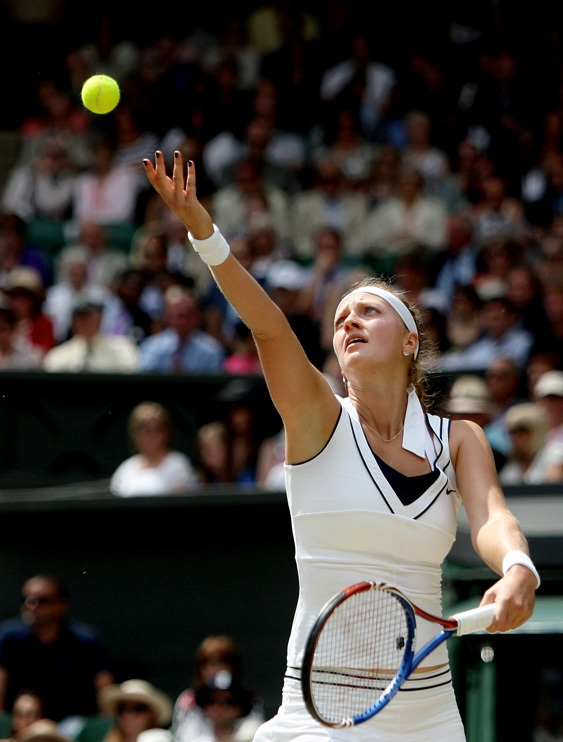
Kvitová podává ve finále Wimbledonu 2011

| #   | turnaj          | datum       | kolo        | soupeřka                       | výsledek            |
| --- | --------------- | ----------- | ----------- | ------------------------------ | ------------------- |
| 1.  | Brisbane        | 3. ledna    | 1. kolo     | Naděžda Petrovová              | 7–6(3), 6–3         |
| 2.  | Brisbane        | 5. ledna    | 2. kolo     | Xenija Pervaková               | 1–6, 6–4, 6–2       |
| 3.  | Brisbane        | 6. ledna    | čtvrtfinále | Dominika Cibulková             | 6–0, 6–4            |
| 4.  | Brisbane        | 7. ledna    | semifinále  | Anastasija Pavljučenkovová     | 6–4, 4–6, 6–2       |
| 5.  | Brisbane        | 8. ledna    | finále      | Andrea Petkovicová             | 6–1, 6–3            |
| 6.  | Australian Open | 18. ledna   | 1. kolo     | Sally Peersová                 | 6–2, 6–4            |
| 7.  | Australian Open | 20. ledna   | 2. kolo     | Anna Čakvetadzeová             | 6–3, 6–4            |
| 8.  | Australian Open | 22. ledna   | 3. kolo     | Samantha Stosurová             | 7–6(5), 6–3         |
| 9.  | Australian Open | 24. ledna   | 4. kolo     | Flavia Pennettaová             | 3–6, 6–3, 6–3       |
| 10. | Australian Open | 26. ledna   | čtvrtfinále | Věra Zvonarevová               | 2–6, 4–6            |
| 11. | Paříž           | 8. února    | 1. kolo     | Vesna Doloncová                | 7–5, 6–4            |
| 12. | Paříž           | 10. února   | 2. kolo     | Barbora Záhlavová-Strýcová     | 6–4, 6–7(6), 7–6(9) |
| 13. | Paříž           | 11. února   | čtvrtfinále | Yanina Wickmayerová            | 5–7, 6–3, 7–6(3)    |
| 14. | Paříž           | 12. února   | semifinále  | Bethanie Matteková-Sandsová    | 6–2, 6–0            |
| 15. | Paříž           | 13. února   | finále      | Kim Clijstersová               | 6–4, 6–3            |
| 16. | Dubaj           | 15. února   | 1. kolo     | Ajumi Moritová                 | 6–7(2), 6–7(3)      |
| 17. | Indian Wells    | 11. března  | 2. kolo     | Barbora Záhlavová-Strýcová     | 6–3, 2–6, 5–7       |
| 18. | Nassau (ITF)    | 15. března  | 1. kolo     | Kristina Barroisová            | 6–1, 5–7, 3–6       |
| 19. | Miami           | 25. března  | 2. kolo     | Varvara Lepčenková             | 6–1, 6–2            |
| 20. | Miami           | 27. března  | 3. kolo     | Anastasia Pavljučenkovová      | 4–6, 7–6(3), 0–6    |
| 21. | Madrid          | 30. dubna   | 1. kolo     | Alexandra Dulgheruová          | 6–4, 6–1            |
| 22. | Madrid          | 3. května   | 3. kolo     | Chanelle Scheepersová          | 6–3, 6–3            |
| 23. | Madrid          | 4. května   | 3. kolo     | Věra Zvonarevová               | 6–1, 6–4            |
| 24. | Madrid          | 6. května   | čtvrtfinále | Dominika Cibulková             | 3–6, 6–3, 7–5       |
| 25. | Madrid          | 7. května   | semifinále  | Li Na                          | 6–3, 6–1            |
| 26. | Madrid          | 8. května   | finále      | Viktoria Azarenková            | 7–6, 6–4(3)         |
| 27. | Praha (ITF)     | 11. května  | 1. kolo     | Anne Keothavongová             | 7–6(1), 6–3         |
| 28. | Praha (ITF)     | 12. května  | 2. kolo     | Elena Baltachová               | 6–2, 6–3            |
| 29. | Praha (ITF)     | 13. května  | čtvrtfinále | Mathilde Johanssonová          | 6–1, 6–1            |
| 30. | Praha (ITF)     | 14. května  | semifinále  | Aleksandra Krunićová           | 6–4, 6–2            |
| 31. | Praha (ITF)     | 15. května  | finále      | Magdaléna Rybáriková           | 3–6, 4–6            |
| 32. | French Open     | 23. května  | 1. kolo     | Gréta Arnová                   | 6–2, 6–1            |
| 33. | French Open     | 26. května  | 2. kolo     | Čeng Ťie                       | 6–4, 6–1            |
| 34. | French Open     | 28. května  | 3. kolo     | Vania Kingová                  | 6–4, 6–2            |
| 35. | French Open     | 30. května  | 4. kolo     | Li Na                          | 6–2, 1–6, 3–6       |
| 36. | Eastbourne      | 13. června  | 1. kolo     | Anastasija Sevastovová         | 5–7, 6–1, 6–3       |
| 37. | Eastbourne      | 15. června  | 2. kolo     | Jekatěrina Makarovová          | 7–6(8), 7–6(4)      |
| 38. | Eastbourne      | 16. června  | čtvrtfinále | Agnieszka Radwańská            | 1–6, 6–2, 7–6(2)    |
| 39. | Eastbourne      | 18. června  | semifinále  | Daniela Hantuchová             | 7–6(9), 4–2r        |
| 40. | Eastbourne      | 18. června  | finále      | Marion Bartoliová              | 1–6, 6–4, 5–7       |
| 41. | Wimbledon       | 21. června  | 1. kolo     | Alexa Glatchová                | 6–2, 6–2            |
| 42. | Wimbledon       | 22. června  | 2. kolo     | Anne Keothavongová             | 6–2, 6–1            |
| 43. | Wimbledon       | 24. června  | 3. kolo     | Roberta Vinciová               | 6–3, 6–3            |
| 44. | Wimbledon       | 27. června  | 4. kolo     | Yanina Wickmayerová            | 6–0, 6–2            |
| 45. | Wimbledon       | 28. června  | čtvrtfinále | Cvetana Pironkovová            | 6–3, 6–7(5), 6–2    |
| 46. | Wimbledon       | 30. června  | semifinále  | Viktoria Azarenková            | 6–1, 3–6, 6–2       |
| 47. | Wimbledon       | 2. července | finále      | Maria Šarapovová               | 6–3, 6–4            |
| 48. | Toronto         | 10. srpna   | 2. kolo     | Anabel Medinaová Garriguesová  | 7–6(3), 6–3         |
| 49. | Toronto         | 11. srpna   | 3. kolo     | Andrea Petkovicová             | 1–6, 2–6            |
| 50. | Cincinnati      | 17. srpna   | 2. kolo     | Chanelle Scheepersová          | 7–6(3), 6–2         |
| 51. | Cincinnati      | 18. srpna   | 3. kolo     | Andrea Petkovicová             | 3–6, 3–6            |
| 52. | US Open         | 29. srpna   | 1. kolo     | Alexandra Dulgheruová          | 6–7(3), 3–6         |
| 53. | Tokio           | 27. září    | 2. kolo     | Mandy Minellaová               | 6–2, 6–3            |
| 54. | Tokio           | 28. září    | 3. kolo     | Vania Kingová                  | 6–1, 7–6(4)         |
| 55. | Tokio           | 29. září    | čtvrtfinále | Maria Šarapovová               | 4–3r                |
| 56. | Tokio           | 30. září    | semifinále  | Věra Zvonarevová               | 6–7(2), 0–6         |
| 57. | Peking          | 3. října    | 2. kolo     | Sofia Arvidssonová             | 6–7(6), 6–4, 3–6    |
| 58. | Linec           | 11. října   | 1. kolo     | Rebecca Marinová               | 6–2, 6–2            |
| 59. | Linec           | 13. října   | 2. kolo     | Patricia Mayrová-Achleitnerová | 6–2, 6–3            |
| 60. | Linec           | 14. října   | čtvrtfinále | Daniela Hantuchová             | 6–2, 6–2            |
| 61. | Linec           | 15. října   | semifinále  | Jelena Jankovićová             | 4–6, 6–4, 6–3       |
| 62. | Linec           | 16. října   | finále      | Dominika Cibulková             | 6–4, 6–1            |
| 63. | Istanbul        | 25. října   | skupina     | Věra Zvonarevová               | 6–2, 6–4            |
| 64. | Istanbul        | 27. října   | skupina     | Caroline Wozniacká             | 6–4, 6–2            |
| 65. | Istanbul        | 28. října   | skupina     | Agnieszka Radwańská            | 7–6(4), 6–3         |
| 66. | Istanbul        | 29. října   | semifinále  | Samantha Stosurová             | 5–7, 6–3, 6–3       |
| 67. | Istanbul        | 30. října   | finále      | Viktoria Azarenková            | 7–5, 4–6, 6–3       |

### Ženská čtyřhra
| #  | turnaj          | datum      | kolo    | partnerka             | soupeřky                                  | výsledek    |
| -- | --------------- | ---------- | ------- | --------------------- | ----------------------------------------- | ----------- |
| 1. | Australian Open | 20. ledna  | 1. kolo | Michaëlla Krajiceková | Francesca Schiavoneová Rennae Stubbsová   | 6–0, 7–5    |
| 2. | Australian Open | 21. ledna  | 2. kolo | Michaëlla Krajiceková | Natalie Grandinová Vladimíra Uhlířová     | 0–6, 4–6    |
| 3. | Wimbledon       | 23. června | 1. kolo | Dominika Cibulková    | Iveta Benešová Barbora Záhlavová-Strýcová | 6–7(3), 4–6 |

### Smíšená čtyřhra
| #  | turnaj      | datum      | kolo    | partner            | soupeři                  | výsledek            |
| -- | ----------- | ---------- | ------- | ------------------ | ------------------------ | ------------------- |
| 1. | French Open | 25. května | 1. kolo | Serhij Stachovskyj | Čeng Ťie Mahesh Bhupathi | 7–6(6), 0–6, [8–10] |

## Zápasy v soutěžích družstev

### Fed Cup
| #  | datum        | soupeřka             | výsledek      |
| -- | ------------ | -------------------- | ------------- |
| 1. | 5. února     | Dominika Cibulková   | 6–2, 6–3      |
| 2. | 6. února     | Daniela Hantuchová   | 6–4, 6–2      |
| 3. | 16. dubna    | Kirsten Flipkensová  | 6–2, 7–6(4)   |
| 4. | 17. dubna    | Yanina Wickmayerová  | 5–7, 6–4, 6–2 |
| 5. | 5. listopadu | Maria Kirilenková    | 6–4, 6–4      |
| 6. | 6. listopadu | Světlana Kuzněcovová | 4–6, 6–2, 6–3 |